# La Martyre
 La Martyre  (en bretón Ar Merzer) es una población y comuna francesa, situada en la región de Bretaña, departamento de Finisterre, en el distrito de Brest y cantón de Ploudiry.

## Demografía
| 518 | 509 | 527 | 575 | 580 | 596 |
| Para los censos de 1962 a 1999 la población legal corresponde a la población sin duplicidades (Fuente: INSEE [Consultar]) |     |     |     |     |     |